# Slowenischer Lesesaal
Der Slowenische Lesesaal im Wissenschaftszentrum Ost- und Südosteuropa, Regensburg war eine gemeinsame Einrichtung der Universität Regensburg, der Republik Slowenien und des Instituts für Ost- und Südosteuropaforschung in Regensburg. Er bestand von Mitte 2009 bis Anfang 2014.

## Zweck
Der Lesesaal diente der Vermittlung von Wissenschaft und Kultur Sloweniens in Deutschland. Der Einrichtung des Slowenischen Lesesaals in Regensburg lag die langjährige Zusammenarbeit zwischen der Republik Slowenien und der Bundesrepublik Deutschland im Rahmen des Betriebs des Deutschen Lesesaals in Ljubljana zugrunde. Zudem besteht mit der Universität in Ljubljana die älteste Universitätspartnerschaft der Universität Regensburg.

## Geschichte
Der Slowenische Lesesaal wurde am 1. Juli 2009 eröffnet. Er basierte auf einer Kooperation zwischen dem Kulturministerium der Republik Slowenien – vertreten insbesondere durch die National- und Universitätsbibliothek Ljubljana, der Universitätsbibliothek Regensburg sowie dem Institut für Ost- und Südosteuropaforschung. Damit hatte die seit 1995 bestehende Deutsche Bibliothek CTK in Ljubljana ein Pendant in Regensburg. Zum 15. Januar 2014 stellte der Slowenische Lesesaal seinen Betrieb ein.

## Einrichtungen
Der Lesesaal bot als einzige wissenschaftlich-kulturelle Einrichtung seiner Art in Deutschland allen an slowenischer Geschichte, Literatur und Sprache Interessierten ein Forum. Er verstand sich als Vermittler slowenischer Kultur nach Deutschland und als Brückenbauer zwischen den Menschen in den zwei Ländern.
Die drei Pfeiler des Lesesaals waren zum einen seine
- umfangreiche öffentliche Bibliothek, zum anderen
- regelmäßige kulturelle und wissenschaftliche Veranstaltungen, und schließlich
- das virtuelle Informationsportal.

Alle in Regensburg vorhandenen slowenischen Bestände sind im Slovenica-Katalog zu finden.